# Краснопролетарская улица (Москва)
Краснопролета́рская улица (в XVII веке Воротническая, XVIII век — 1929 год Пименовская) — улица на севере Тверского района города Москвы. Проходит от Садовой-Каретной улицы до Селезнёвской улицы. Нумерация домов ведётся от Садово-Каретной.

## Описание
Краснопролетарская улица идёт с юго-востока на северо-запад между улицами Долгоруковская и Самотёчная. Является продолжением улиц Петровка и Каретный Ряд.

## Происхождение названия
Улица названа по типографии «Красный пролетарий», расположенной в доме № 16.

## История
В середине XVII века между селом Сущево и Каретной слободой была основана Нововоротническая слобода, сюда были выведены «воротники», стражники при городских воротах, жившие до этого около Малой Дмитровки (современный Воротниковский переулок). Слобода была удобно расположена, с центром Москвы её соединяла древняя дорога, ведшая из центра города мимо Высокопетровского монастыря в село Сущёво (современные Петровка и Каретный Ряд). Заключительная часть этой дороги получила по слободе имя «Воротническая улица».
В 1702 году в Нововоротниковском переулке, примыкавшем к улице, была построена церковь св. Троицы, впоследствии известная как Церковь святого Пимена в Новых Воротниках. По имени церкви улица стала называться Пименовской.
В 1873 году на улице было построено большое здание типографии Кушнерёва. После Октябрьской революции типография была национализирована и получила имя «Красный пролетарий», а улица в 1929 году стала называться Краснопролетарской. Прежняя топонимика сохранилась в именах прилегающих Нововоротниковского переулка и Пименовского тупика.

## Примечательные здания и сооружения

### По нечётной стороне
- № ? — дом дореволюционной постройки на углу с Оружейным переулком был снесён в начале 1980-х годов. Его снос показан в начале и в финале художественного фильма Михаила Козакова «Покровские ворота» (1982), где по сюжету вместе со сносом дома уходят в прошлое жизнь и молодость его обитателей, исчезает сама старая Москва.
- № 7 — ЖК «Ласточкино гнездо». В доме до самой смерти 27 сентября 2022 года жил Борис Моисеев, проживают Тамара Гвердцители, Юлиан, Юрий Скуратов[2].

### По чётной стороне
- № 2/4 — офисный комплекс «Эрмитаж-плаза» (архитекторы С. Киселёв, В. Лабутин, Н. Хайкина, Г. Харитонова, Е. Дедюля)[3].
- № 8, стр. 1 — доходный дом 1917 г. постройки (конечно до Революции) вместе с маленьким угловым (№ 14, того же года постройки) и вместе с типографией — всё, что осталось от исторической дореволюционной застройки этой улицы. Дом № 8 стр. 1 не следует объединять-обобщать в одно целое с пристроенными вплотную к дому много позже, выходящими во двор 5-этажными "крыльями"-строениями, хоть у них тот же "основной" номер дома, лишь с другим номером строения. А в стр. 1 дома № 8 на первом этаже, в советское время много лет подряд находился детский сад, затем это помещение передали под женское общежитие. Интересная особенность этого, основного (старшего) строения 1: изначально дом был 4-этажным и весь советский период там были только большие коммуналки: по 5-6 семей в каждой. Но в сталинский период надстроили ещё пару этажей с особой планировкой: на 1 или максимум 2 семьи. В те годы там размещалось семейное общежитие для, как сейчас бы сказали, молодой элиты силовых ведомств. Примерно с 1960-х годов все эти квартиры передали в жилой фонд.
- № 10 — ранее там находился Всесоюзный адресный стол, в послесоветские годы это Центральное Адресно-Справочное Бюро ГУВД, Адресный стол Управления по вопросам миграции.
- № 16, стр. 1 — типография «Товарищества И. Н. Кушнерёва и Ко» (1873; 1905, 1911, 1914, архитектор Ф. Ф. Воскресенский)[4][5], с 1922 года — типография «Красный пролетарий». В 2007 году владельцы типографии обнародовали планы переноса типографского производства в Китай, сноса здания и строительства на его месте офисного центра[6], однако после закрытия производства здание не снесли, а начали ремонтировать.
- № 30, стр. 1 — административное здание (2003—2005, Моспроект-2, архитекторы П. Андреев, В. Ковшель и другие)[7].
- № 32/34 — Клуб типографии «Красный пролетарий», шедевр московского конструктивизма, архитектор Семён Пэн.

## Транспорт
Примерно в 250 метрах от конца улицы находится станция метро Новослободская. По улице ходит автобус № 15. В конце улицы находится часть трамвайного кольца, где проходит маршрут № 50. Движение автомобилей — двустороннее.